# Федот
Федо́т (устар. Феодо́т, Феодо́тий, разг. Федо́тий) (греч. Θεόδοτος — «богоданный», «отданный, посвященный Богу, богам») — мужское имя греческого происхождения. На Русь попало с христианством из Византии; было довольно популярным среди низших сословий, до XVIII века - и среди высших. После Октябрьской революции начало выходить из употребления.
Уменьшительно-ласкательные формы — Федотка, Федя, Дотя, Федотик, Федотушка. Образованная от имени фамилия — Федотов. Производное от имени отчество — Федотович, Федотовна; разг. Федотыч.

## Носители, известные по имени
- Федот I — константинопольский патриарх, иконоборец.
- Федот Алексеевич Попов (Холмогорец) - русский промышленник и землепроходец  XVII века.
- Феодот Анкирский (? −303/304) — корчемник, мученик. Память 18 мая, 7 июня, 7 ноября.
- Федот Елчан — дьяк посольского приказа XVII века, первый русский посол в Дадианскую землю (1639, ныне Мингрелия в современной Грузии).
- Феодот Кожевник — раннехристианский автор.
- Феодот Кольцов (в монашестве Филарет; ум. 1873) — иеросхимонах Оптиной пустыни.